# Brook Taylor
Brook Taylor (Edmonton, Middlesex, Angol Királyság, 1685. augusztus 18. – London,  1731. december 29.) angol matematikus, aki kidolgozta a matematikai analízisben fontos Taylor-tételt és a Taylor-sort.

## Életpályája
Brook Taylor apja, John Taylor, a kenti Patrixbourne parlamenti képviselője volt; anyja, Olivia Tempest, Sir Nicholas Tempest Durham baronetjének lánya volt.

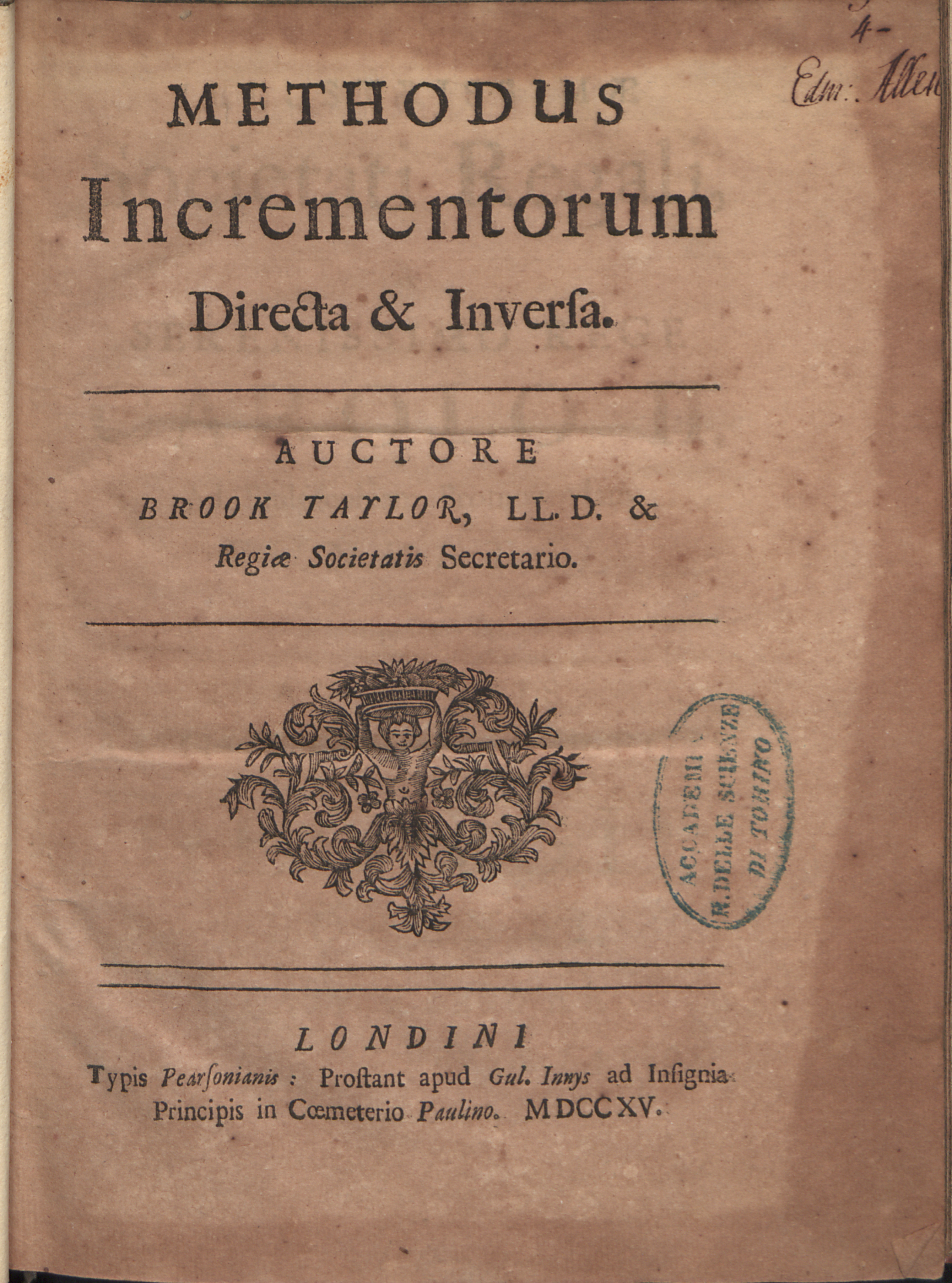
A Methodus Incrementorum címlapja

Taylor 1701-ben iratkozott be a Cambridge-i Egyetem St John's College intézményébe, ahol először 1709-ben jogász alapdiplomát (LL.B.), majd 1714-ben jogi doktori diplomát (LL.D.) szerzett. John Machin és John Keill alatt tanult matematikát, amikor megoldást talált az oszcillációs középpont problémájára, bár a felfedezését 1714 májusáig nem publikálta, és Johann Bernoulli megpróbálta eltulajdonítani a felfedezést. 1712-ben beválasztották a Royal Society tagjai közé, és ugyanabban az évben tagja volt a Sir Isaac Newton és Gottfried Wilhelm Leibniz közötti, a kalkulus feltalálásáról szóló ellentétet elbíráló bizottságnak. 1714. január 13-tól 1718. október 21-ig a társaság titkárának a szerepét töltötte be. 1715-ben jelent meg legfontosabb műve, a Methodus Incrementorum Directa et Inversa, amelyben megalapozta a véges differenciás kalkulust, és ebben szerepelt a híres, róla elnevezett tétel, a Taylor-tétel, amelynek a fontosságát akkor még nem ismerték fel. Ebben az évben jelent meg a lineáris perspektívát taglaló esszéje is.
Ezt követően a munkái filozofikusabb és vallásosabbak lettek. Montmort grófjával levelezett Nicolas Malebranche munkáiról. A papírjai között Aix-la-Chapelle-ből visszatértekor írt, „A zsidó áldozatokról” és „A vérfogyasztás törvényszerűségéről” íródott, befejezetlen értekezéseket találtak.
Először 1721-ben házasodott meg, felesége, Brydges Wallingtonból, Surreyből való volt. Az apja ellenezte a frigyet, és a kapcsolatuk elhidegült. 1723-ban Brydges és az újszülött fiuk is belehalt szülésbe. Az elkövetkező két évet családjánál töltötte a család patrixbourne-i birtokán. 1725-ben házasodott újra az apja jóváhagyásával, a kenti Olantigh-ból származó Sabetta Sawbridge-et vette feleségül. Második felesége is a szülésbe halt bele 1730-ban, viszont lányuk, Elizabeth életben maradt.
Taylor egészségi állapotának hanyatlása következtében, 1731. december 29-én Londonban meghalt.

## Emlékezete
A Taylor-kráter egy becsapódási kráter a Holdon, amelyet Brook Taylorról neveztek el.

## Írásai
- Taylor, Brook. Methodus Incrementorum Directa et Inversa (latin nyelven). London: William Innys (1715)
  - Ian Bruce angol fordítása
- Taylor, Brook. Linear Perspective: Or, a New Method of Representing Justly All Manner of Objects as They Appear to the Eye in All Situations (1715)

## Fordítás
- Ez a szócikk részben vagy egészben  a   Brook Taylor című angol Wikipédia-szócikk ezen változatának fordításán alapul.  Az eredeti cikk szerkesztőit annak laptörténete sorolja fel. Ez a jelzés csupán a megfogalmazás eredetét és a szerzői jogokat jelzi, nem szolgál a cikkben szereplő információk forrásmegjelöléseként.